# Кая (Дагестан)
Кая — село в Кулінському районі Дагестану.
Утворилося воно в 14 ст. н. е. після «Цийшінського зсуву». Перше село розташовувалось на місцевості Хараллаялу, де зараз знаходиться пам'ятник каялінцям. З тюркської «Кая» означає «скеля».
Тут був один з найбільших базарів Дагестану.
В московському музеї зберігається шабля Чапаєва виготовлена каялінцем Гаджі Мудуновим.
До жовтневої революції в селі було 4 мечеті, одна з них на 300 осіб. З дати формування Кулінського району, село було районним центром до 1940 року. В 1912 році було відкрито першу школу в районі, де навчалися 700 учнів.
У цей час[коли?] у селі 190 дворів та 467 мешканців.